# Dreher (Bier)

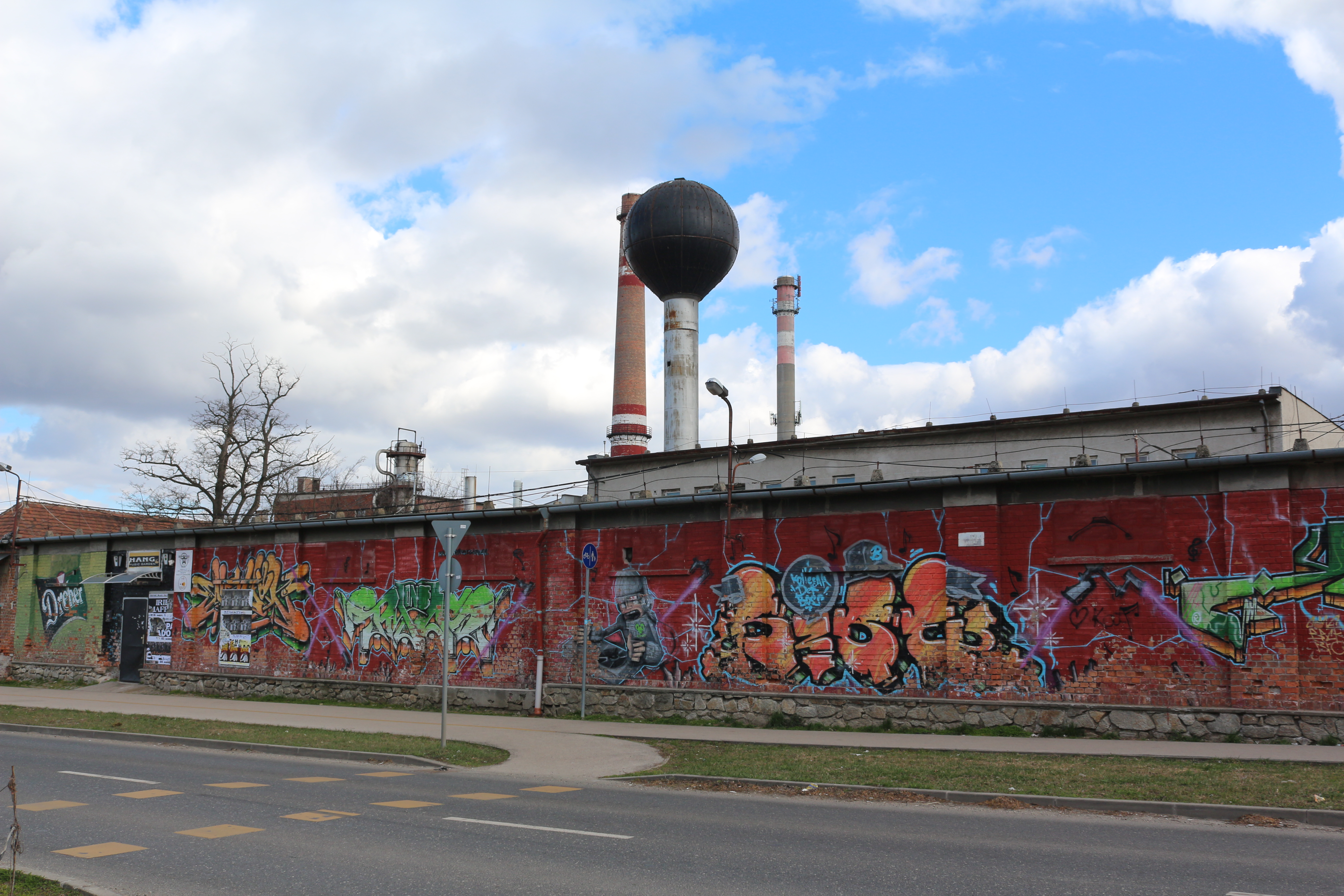
Dreher-Logo (ganz links) an der Fassade eines alten Industriegebäudes gegenüber der Brauerei Sopron (2019)

Dreher ist eine Biermarke, welche ihren Ursprung in der österreichischen Unternehmerfamilie Dreher hat. Belegt ist, dass der Ursprung der Dreher’schen Brauereitätigkeit bis ins Jahr 1632 zurückreicht.  Die Familie Dreher spielte im 19. Jahrhundert eine wichtige Rolle bei der Verbreitung des Lagerbieres. Franz Anton Dreher betrieb seit 1796  in Klein-Schwechat eine Brauerei, die zur größten Bierbrauerei Österreich-Ungarns wuchs und heute in der Brau Union als Brauerei Schwechat firmiert. Sein Sohn Anton Dreher senior kaufte 1862 eine Brauerei in Budapest zu, dessen Sohn Anton Dreher junior 1869 eine in Triest. 1872 betrieben die Dreher’schen Bierbrauereien an den Standorten Schwechat, Micholub, Triest und Steinbruch vier Brauereien mit einem jährlichen Gesamtausstoß von umgerechnet 627.000 Hektolitern. Die heute verbliebenen Brauereien in Budapest und Triest produzieren bis heute Bier unter der Marke Dreher. Seit 2016 ist Dreher Teil von Asahi Beer.